# Oskar Bye
Oskar Bye (Oslo, 3 de junho de 1870 — Oslo, 30 de abril de 1939) foi um ginasta norueguês que competiu em provas de ginástica artística.
Bye é o detentor de uma medalha olímpica, conquistada na edição britânica, os Jogos de Londres, em 1908. Na ocasião, competiu como ginasta na prova coletiva. Ao lado de outros 29 companheiros, conquistou a medalha de prata, após superar a nação da Finlândia e encerrar atrás da seleção sueca. Anteriormente, em 1906, saiu-se vencedor dos Jogos Intercalados, também na prova por equipes.